# RNIE3
De RNIE3 of Route nationale inter-états 3 is een internationale weg in het Afrikaanse land Benin, die van het zuiden naar het noorden van het land loopt. De weg loopt van Dassa-Zoumè via Djougou naar de grens met Burkina Faso. In Burkina Faso loopt de weg als N18 verder naar Fada N’gourma. 
De RNIE3 is ongeveer 450 kilometer lang en loopt door de departementen Collines, Donga en Atacora. 